# Джеффри Колдингемский
Джеффри Колдингемский, или Гауфрид Даремский (англ. Geoffrey of Coldingham, лат. Gaufridus de Coldingham, Galfredus Dunelmensis; ум. после 1215) — средневековый шотландский хронист, монах-бенедиктинец из приората в Колдингеме и Экоссе в Бервикшире, автор латинской «Книги об основании Даремской церкви» (лат. Liber de statu ecclesiae Dunelmensis).

## Жизнь и труды
Происхождение не установлено, по-видимому, был уроженцем Бервикшира и в юности принял постриг в бенедиктинском приорате в Колдингеме, подчинявшемся кафедральному приорату Дарема в Нортумберленде (королевство Англия). В датированных XIV веком трёх рукописях его хроники он назван Колдингемским ризничим. В архивных документах Даремской епархии фигурируют целых четыре Джеффри, в разное время являвшихся членами капитула тамошнего собора, но лишь одного из них возможно отождествить с хронистом из Колдингема. 
Умер не ранее 1215 года, поскольку сообщения его летописи резко обрываются на событиях этого времени, и был похоронен в соборе Колдингемского приората, в середине XVII столетия разрушенного войсками Оливера Кромвеля.
«Книга об основании Даремской церкви» (лат. Liber de statu ecclesiae Dunelmensis) написана была Джеффри по поручению приора Колдингема Томаса (1212—1221) в качестве второго продолжения «Книжицы о начале и преуспевании церкви Дарема» (лат. Libellus de Exordio atque Procursu istius, hoc est Dunhelmensis, Ecclesie) Симеона Даремского, датированной примерно 1109 годом и доводившей изложение до конца 1096 года. Она освещает историю Даремской епархии, начиная со смерти в 1152 году предстоятеля её Уильяма из прихода Св. Варвары и избрания его преемником Хью де Пуизе (1153—1195), освещая затем правление Ричарда Пура и доводя изложение событий до мая 1215 года, когда низложен был незаконно избранный на местную кафедру бастард короля Генриха II Плантагенета Джон Морган.
Практически не уделяя внимания истории Шотландии и жизни самого Колдингемского приората, Джеффри время от времени освещает в своей хронике события в Английском королевстве, затрагивавшие интересы Даремской епархии, сообщая, например, о гибели Ричарда Львиное Сердце и воцарении в 1199 году короля Иоанна Безземельного. Источниками ему послужили как документы его родной обители и приората в Дареме, так и собственные воспоминания и устные рассказы очевидцев. 
Хроника Джеффри продолжена была до 1336 года Даремским субприором Робертом де Грейстэнсом, труд которого, в свою очередь, продолжил до 1539 года декан Собора Св. Патрика в Дублине Уильям де Шамбр.
Помимо хроники, ему приписывалось авторство датированных концом XII века житий двух святых — Варфоломея Фарнского и Годрика Финчальского, последнее из которых в реальности принадлежит перу Реджинальда Даремского. 
«Книга об основании Даремской церкви» Джеффри Колдингемского сохранилась не менее чем в восьми рукописях XIII—XVI веков из собрания Роберта Коттона Британской библиотеки (Claudius MS D.iv и Titus MS A.ii), библиотеки колледжа Корпус Кристи Кембриджского университета (MS 100), Бодлианской библиотеки Оксфордского университета (MS Laud misc. 700, MS Holkham misc. 25 и MS Fairfax 6), библиотеки Даремского собора (MS A IV 36) и библиотеки Йоркского собора (MS XVI.1.12). 
Впервые она была издана в 1691 году в Лондоне с сокращениями церковным историком Генри Уортоном, включившим её в первый том собрания «Англия Священная» (лат. Anglia Sacra). Полное научное издание её с продолжениями увидело свет в 1839 году под редакцией антиквария и топографа Джеймса Рейна, члена даремского исторического «Общества Сёртиса» (англ. Surtees Society).

## Публикации
- Gaufridi Sacristae de Coldingham Historia de Statu Ecclesiae Dunelmensis // Anglia Sacra, sive Collectio historiarum, partim antiquitus, partim recenter scriptarum, de archiepiscopis et episcopis Angliae. Edited by Henry Wharton. — Volume 1. — London: Richard Chiswel, 1691. — pp. 718–731.
- Liber Gaufridi Sacristae de Coldingham de Statu Ecclesiae Dunhelmensis // Historia Dunelmensis Scriptores Tres. Gaufridus de Coldingham, Robertus de Graystanes et Willielmus de Chambre. Edited by James Raine. — London: J. B. Nichols and son; Edinburgh: Laing and Forbes, 1839. — pp. 3–31. — (The Publications of the Surtus Society, IX).